# Societätstheater
Das Dessauer Societätstheater (auch „gesellschaftliches Theater“) war die älteste regelmäßige theatrale Aktivität in der anhaltischen Residenz. Es befand sich im geräumigen Hintergebäude eines brauberechtigten Hauses an der Zerbster Straße in der Altstadt von Dessau.
Die erste nachweisbare Aufführung des „gesellschaftlichen Theaters“ – einer noch eher informellen Liebhaber-Vereinigung aus Vertretern der adeligen Hofgesellschaft sowie der gebildeten bürgerlichen und Beamtenschicht der Residenzstadt – fand am 24. September 1774 (Geburtstag von Fürst Leopold III. Friedrich Franz) auf dem Areal des „Vogelherds beim Dorfe Jonitz“ (dem späteren Luisium) statt: die Aufführung der kleinen Oper „Elysium“ mit Musik von Anton Schweitzer – die musikalische Leitung oblag dem herzoglichen Musikdirektor Friedrich Wilhelm Rust.
Nach dem Erfolg dieser Aufführung wurde am 5. Dezember 1775 formal das „Societätstheater“ unter Leitung von Hofrat Leopold Herrmann mit Beheimatung im Brauhaus-(Hinter-)Gebäude der Zerbster Str. 56/Ecke Böhmische Gasse (heute: Zerbster Str. 16) eröffnet. Da der Grundstücksbesitzer Kretzschmar auf seine „Brauen“ verzichtete, bot sich hier auch die Möglichkeit einer räumlich vergleichsweise großzügigen Bühne des Societätstheaters.
Im Gothaer Theaterkalender von 1781 wurde über diese Bühne geschrieben: „… unter den übrigen gesellschaftlichen Bühnen erwähne ich zuerst die Dessausche, deren Interessenten sich ungefähr auf 60 Personen belaufen, und die eine neue Zierde der Stadt ist, welche sich schon durch so viel Gutes und Schönes auszeichnet. Das Theater ist sehr niedlich eingerichtet, und die Gesellschaft hat die Gastfreiheit gehabt, einen Platz darin für Fremde aufzuheben. …“ Unter den zahlreichen zwischen 1775 und 1785 durch das gesellschaftliche Theater aufgeführten Schauspielen finden sich – neben vielen heute vergessenen Werken – auch „Die Juden“, „Emilia Galotti“ und „Minna von Barnhelm“ von Gotthold Ephraim Lessing. Bei seinem ersten Besuch in Dessau und Anhalt erlebte Johann Wolfgang von Goethe 1776 auch Aufführungen des Societätstheaters und war offensichtlich vom vorgefundenen Niveau so angetan, dass er ein Gastspiel der Weimarischen Hof-Schauspieler vermittelte: die Gesellschaft Bellomo gastierte ab 6. September 1779 in der alten Orangerie am Lustgarten „… mit einem Zyklus von Schau- und Lustspielen sowie komischen Opern …“
Mit dem Engagement der Bossannschen Schauspielergesellschaft wurde 1794 in Dessau das Herzogliche Hoftheater begründet und das Societätstheater verlor seine bisherige Funktion für den Hof und die Residenzstadt. Jedoch gewann noch einmal für kurze Zeit die Spielstätte und die Idee des Societätstheaters an Bedeutung: Herzog Leopold III. Friedrich Franz ließ 1810 aus finanziellen Gründen infolge der Kriegsereignisse die (vorübergehende) Schließung des Hoftheaters bekannt machen.
Im Hoftheater wurde erst nach dem Wiener Kongress 1815 die regelmäßige Bespielung durch professionelle reisende Theatergesellschaften wiederaufgenommen.